# Ahmed Kashi
Ahmed Kashi (Aubervilliers, 18 de novembro de 1988) é um futebolista profissional argelino nascido na França que atua como volante.

## Títulos
FC Metz
- Ligue 2: 2013–14